# Вишнёвый Сад (Харьковская область)
Вишнёвый Сад, Вишневый Сад (укр. Вишневий Сад) —  упразднённый посёлок в Лесностенковском сельском совете Купянского района Харьковской области Украины.
Посёлок ликвидирован в 1987 году.

## Географическое положение
Поселок Вишневый Сад находился на правом берегу Оскольского водохранилища, выше по течению на расстоянии в 3 км расположено село Хомино.
К посёлку примыкал большой садовый массив.

## Экономика
В посёлке имелись молочно-товарная и свинотоварная фермы.